# 群馬県立沼田特別支援学校
群馬県立沼田特別支援学校（ぐんまけんりつ ぬまたとくべつしえんがっこう）は、群馬県沼田市にある特別支援学校。

## 活動内容
隣に隣接する沼田市立沼田東小学校と交流があり、特に小学校側の3年、6年は交流活動が多い。

## 設置学科
- 小学部
- 中学部

## 所在地
- 群馬県沼田市東原新町1801-1

## 沿革
- 1999年（平成11年）4月1日 - 群馬県立榛名養護学校沼田分教室として開設
- 2004年（平成16年）4月1日 - 分校に昇格
- 2015年 (平成27年) 4月1日 - 群馬県立沼田特別支援学校として単独校化。